# 聪明小空空
《聪明小空空》，2012年中国大陆古装剧，主演是李丹阳、鲍国安、郑创译、释小松、郑特、宁则添，讲述了北宋时期一群法王寺小沙弥嬉笑搞怪除恶扬善的故事。

## 播出時間及平台
| 頻道 | 所在地 | 播映日期      | 播出時間        | 備註 |
| ---- | ------ | ------------- | --------------- | ---- |
|      |        | 2013年6月20日 | 每週一至週五2集 |      |

## 剧情
北宋时期，法王寺的空空小沙弥带领自己的师兄弟，出山门，为黎民百姓，除恶扬善，弘扬佛法，激昂正气。

## 登場人物
| 演员   | 角色   | 介紹 | 登場集數 | 備註     |
| 李丹阳 | 小空空 | 聰明、機智、慈悲、善良的小和尚，宛如中國版的小一休，斷案時又有如中國版的小柯南，南唐后主李煜和小周后之子，八年前被送到法王寺，因此打從有記憶起就在法王寺生活，對於父母的長相及自己的身分完全不了解，只有方丈知道這個事實，為南唐貴族後代。 | 全劇     |          |
| 郑创译 | 无怨   | 空空的師兄，長得較高，擅長武藝 | 全劇     |          |
| 释小松 | 无悔   | 空空的師弟 ，內向文靜 | 全劇     |          |
| 郑特   | 没完   | 空空的師兄，心善好吃，長的胖嘟嘟的小和尚 。 | 全劇     |          |
| 宁则添 | 没了   | 會些拳腳，空空的師兄，身高約跟無怨一樣，讀書最多但老是不講重點，膽子小。 | 全劇     |          |
| 鲍国安 | 方丈   | 法王寺的主持，略懂易經卜卦，德高望重的高僧。 | 全劇     |          |
| 孙颖歆 | 石青娥 | 石將軍之女，武藝高強，在京城結識了空空和沒了這兩個小和尚。 |          |          |
| 潘长江 | 王占魁 | 王占鰲之兄，嫌貧愛富，化名朱學林擔任偃師縣縣令，非常怕老婆，後悔改，與王占鰲一家團圓。 | 5-10     | 單元角色 |
| 阎青妤 | 阎桂花 | 王占魁之前妻，王占鰲之前大嫂，昔日殺害別人，與崔永旺狼狽為奸，後去官府自首。 | 5-10     | 單元角色 |
| 温海波 | 赵匡胤 | 北宋开国皇帝。 封空空為欽差小和尚。 | 全劇     |          |
| 潘虹   |        | 地主大太太，張大戶之妻，殺害張大戶的兇手，因為自己是被強娶而來所以懷恨在心，用孔雀膽毒死張大戶，最後到官府自首並服用砒霜自盡。 | 11-14    | 單元角色 |
| 陈为民 |        | 县令，張大戶二姨太之夫、張大戶三姨太之兄，因為妻子和妹妹都被張大戶強行帶走納為妾室，所以當上縣令後與妻子和妹妹設套陷害張大戶。 | 11-14    | 單元角色 |
| 郑则仕 | 金如山 | 愛子如命的守財奴，希望兒子成材，卻總是拿兒子沒辦法，容易心慈手軟，有個小金人，不料卻被自己的兒子偷去，尋上法王寺找空空等人求助。 | 14-18    | 單元角色 |
| 劉昊岩 | 金百萬 | 金如山獨子，好吃懶做又愛賭錢，但心地不壞，總是無法體諒父親的苦心，結交酒肉朋友和上青樓的行為讓父親非常頭痛，後被迫進法王寺修行。 | 14-18    | 單元角色 |
| 计春华 | 贾狗   | 金家的管家，總被金百萬欺負，最怕被狗咬，與妓院的藝妓牡丹是相好，與牡丹設計害金百萬。 | 16-19    | 單元角色 |
| 午马   | 黑山公 | 法王寺方丈的師弟，喜歡喝酒，二十年前因為師兄弟間有歧見所以選擇出走，對於佛法總有自己一套說法，收沒了為弟子請他代替自己參加論禪大會 | 19-32    | 單元角色 |
| 王庆祥 | 赵光义 | 北宋第二任皇帝，赵匡胤的弟弟。 |          |          |
| 丛珊   | 周嘉敏 | 小周后，南唐后主李煜的妻子，八年前送空空來到法王寺躲避趙光義的追殺，是空空的生母，也只有方丈知道這個事實，其餘寺方人員都不知道。 |          |          |
| 陈浩民 | 张雁   | 因為尋不到妻子而試圖自殺被空空一行人救到法王寺的落魄書生，玉樹臨風又狂放不羈的詩人。最終與妻子團聚 | 24-28    | 單元角色 |
| 巩汉林 | 钱万贯 | 反派錢萬貫。 自私貪財，是奪財之主，地方紈褲子弟，為人吝嗇又摳門，因此遭到小和尚們的惡整。 | 28-33    | 單元角色 |
| 申軍誼 |        | 太僕寺卿，與貪縣令合謀，暗戀將軍石守信的女兒，被自己的妻子發現，欺壓百姓，與流氓勾結，後與貪縣令被大理寺卿抓走。 | 1-5      | 單元角色 |
| 碰碰和 |        | 貪縣令，與太僕寺卿合謀，欺壓百姓，與流氓勾結，後與太僕寺卿被大理寺卿抓走。 | 1-5      | 單元角色 |

## 制作
在接受新浪网的采访时，导演都晓说，电视剧为了赢取儿童的注意力和收视率，而刻意选择了儿童作为主角。
电视剧在情节和题材上有仿照日本。

## 播出
因为电视剧获得了儿童的青睐，同名小说也业已上市。
中国电视艺术家协会分党组书记、驻会副主席张显认为该剧挖掘了佛教的智慧和慈悲。
原中国儿童艺术剧院院长、中国动画学会高级顾问、儿童艺术专家欧阳逸冰认为该剧的口味正是老少咸宜。
对于观众认为电视剧的名字借著名女优苍井空炒作，制片方经理都小明、编剧刘麒给予否认，并且列举了该剧的大量大陆和香港的明星。

## 外部連結
- 豆瓣电影上《聪明小空空》的資料 （简体中文）
- '동자스님! 소공공' CHING網站 （页面存档备份，存于）